# Зграда у Ул. М. Тита 122 (Обреновићева 122) у Нишу
Зграда у Ул. М.Тита 122 jесте споменик културе и грађевина у Нишу. За споменик културе проглашена је 1983. године.
Једини је објекат у низу зграда изграђених у савременом периоду. Типично је остварење трговачко-стамбеног објекта. Садржи приземље и два спрата.
Фасада је обрађена у духу модерних схватања у вештачком камену. Објекат садржи балконе са пуном оградом. Од фасадне пластике садржи два кружна медаљона са приказом женске особе у седећем ставу.
Изнад централног балкона налази се већа стојећа фигура девојке са скиптром у руци. На два спрата су истоветни распоред и облици отвора.